# Torre de Taialà
|  | No s'ha de confondre amb Torre de Taialà (Girona). |

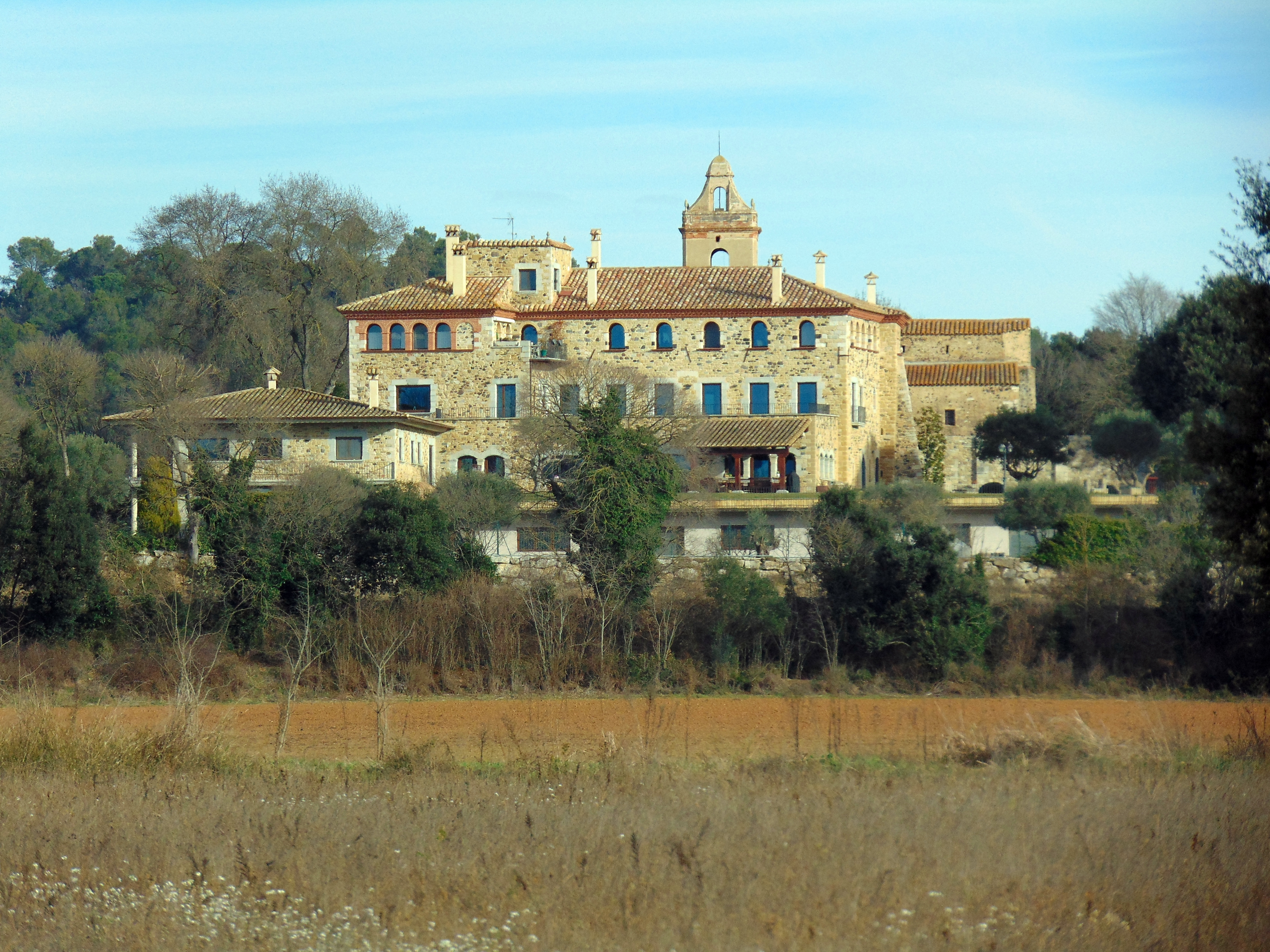
Darrera el castell hi ha l'església de Sant Narcís de Taialà

La Torre de Taialà és un monument del municipi de Sant Gregori (Gironès) protegit com a bé cultural d'interès local. El municipi de Sant Gregori comprèn, històricament, els castells de Tudela i Cartellà. Sens dubte és en relació amb aqueixos castells que es pot establir la història d'aquest indret, car, en rigor, no s'ha trobat configurada una història pròpia i concreta.
És un gran casal rectangular fortificat amb pati central. Es tracta d'una masia de planta quadrangular desenvolupada en planta baixa, pis i golfes. La coberta és de teula àrab a quatre vessants. Les parets portants són de maçoneria i carreus, amb restes d'arrebossat a les façanes. Les cantonades i algunes obertures són emmarcades amb carreus. La porta principal té forma d'arc de mig punt fet amb dovelles, sobre ella hi ha un balcó de construcció posterior que descansa sobre mènsules de pedra en gradació. Al costat del balcó hi ha una finestra gòtica de gran simplicitat emmarcada per carreus i ampit motllurat que descansa sobre tres grans carreus. Aquesta finestra està tapiada. En una façana lateral i a la posterior hi ha contraforts. Adossat a la banda dreta de la façana d'accés hi ha un cos annex de dues plantes.